# Nati nel 1992/Giugno
| Questa pagina contiene informazioni ricavate automaticamente dalle voci biografiche con l'ausilio del template Bio e di un bot. L'aggiornamento è periodico e automatico e ricostruisce completamente la pagina. Se manca una persona in questa lista, sei pregato di non aggiungerla, ma accertati piuttosto che la sua voce biografica contenga il template Bio e che i dati anagrafici siano correttamente compilati. Se il template Bio manca, inseriscilo tu stesso o, in alternativa, metti l'avviso {{tmp\|Bio}} che ne segnala la mancanza. Se i dati riportati sono sbagliati, correggi direttamente la voce biografica; le modifiche saranno visibili in questa lista entro pochi giorni. Per chiarimenti vedi il progetto biografie. La lista contiene solo le 480 persone che sono citate nell'enciclopedia e per le quali è stato implementato correttamente il template Bio. Pagina aggiornata al 18 ago 2025. |

- 1º giugno - Dixon Arroyo, calciatore ecuadoriano
- 1º giugno - Ahmed Awad, calciatore svedese
- 1º giugno - Brian Cook, pallavolista statunitense
- 1º giugno - Iskandar Dzhalilov, ex calciatore tagiko
- 1º giugno - Olga García, calciatrice spagnola
- 1º giugno - Clayton Geathers, giocatore di football americano statunitense
- 1º giugno - Agustín Jara, calciatore argentino
- 1º giugno - Alaba Jonathan, calciatrice nigeriana
- 1º giugno - Boulevard Depo, rapper russo
- 1º giugno - Mabululu, calciatore angolano
- 1º giugno - Jenna McDougall, cantante australiana
- 1º giugno - Xavier Munford, cestista statunitense
- 1º giugno - Aleš Nešický, calciatore ceco
- 1º giugno - Alejandra Onieva, attrice e modella spagnola
- 1º giugno - Alicia Perrin, pallavolista canadese
- 1º giugno - Kira Plastinina, stilista russa
- 1º giugno - Rubén Sobrino, calciatore spagnolo
- 1º giugno - Gianmarco Tamberi, altista italiano
- 1º giugno - Simone Tatonetti, giocatore di calcio a 5 italiano
- 2 giugno - Magomed Ankalaev, artista marziale misto russo
- 2 giugno - Amiruddin Sharifi, calciatore afghano
- 2 giugno - Yousri Belgaroui, kickboxer olandese
- 2 giugno - Axel Coronado, copilota di rally spagnolo
- 2 giugno - Celia Fiorotto, cestista argentina
- 2 giugno - Charles Grethen, mezzofondista lussemburghese
- 2 giugno - Robert Herron, giocatore di football americano statunitense
- 2 giugno - Kishan Hirani, giocatore di snooker gallese
- 2 giugno - Zaur Kabaloev, lottatore russo
- 2 giugno - Oleksandr Karavajev, calciatore ucraino
- 2 giugno - Pajtim Kasami, calciatore macedone
- 2 giugno - Elin Landström, ex calciatrice svedese
- 2 giugno - Li Muhao, cestista cinese
- 2 giugno - Sérgio Oliveira, calciatore portoghese
- 2 giugno - Matea Parlov Koštro, maratoneta e mezzofondista croata
- 2 giugno - Alexander Schwolow, calciatore tedesco
- 2 giugno - Ethan Slater, attore, cantante e sceneggiatore statunitense
- 3 giugno - Patrik Bacsa, calciatore ungherese
- 3 giugno - Muhammed Baygül, cestista turco
- 3 giugno - Håvard Gutubø Bogetveit, biatleta norvegese
- 3 giugno - Jade Cargill, wrestler e modella statunitense
- 3 giugno - Kori Carter, ostacolista statunitense
- 3 giugno - Talent Chawapiwa, calciatore zimbabwese
- 3 giugno - Dilraba Dilmurat, attrice, modella e cantante cinese
- 3 giugno - Mario Götze, calciatore tedesco
- 3 giugno - Ja'Wuan James, giocatore di football americano statunitense
- 3 giugno - Monika Linkytė, cantante lituana
- 3 giugno - Nicolai Schumann, giocatore di football americano e bobbista tedesco
- 3 giugno - Issa Modibo Sidibé, calciatore nigerino
- 3 giugno - Alex Turrin, ex ciclista su strada italiano
- 3 giugno - Eigirdas Žukauskas, cestista lituano
- 4 giugno - Elijah Blake, cantautore e produttore discografico dominicano
- 4 giugno - Jhon Duque, ex calciatore colombiano
- 4 giugno - Morgan Griffin, attrice australiana
- 4 giugno - Geneo Grissom, giocatore di football americano statunitense
- 4 giugno - Filip Hrgović, pugile croato
- 4 giugno - Jordan Hugill, calciatore inglese
- 4 giugno - Dino Jelusić, cantante croato
- 4 giugno - Damien Joly, nuotatore francese
- 4 giugno - Giovanni Maistri, allenatore di rugby a 15 e rugbista a 15 italiano
- 4 giugno - Daniele Mazzone, pallavolista italiano
- 4 giugno - Nothing,Nowhere, rapper, cantautore e compositore statunitense
- 4 giugno - Lux Pascal, attrice cilena
- 4 giugno - Giulia Pisani, telecronista sportiva, dirigente sportiva e ex pallavolista italiana
- 4 giugno - Moeno Sakaguchi, calciatrice giapponese
- 4 giugno - Aleksa Šaponjić, pallanuotista serbo
- 4 giugno - Abdoulaye Seck, calciatore senegalese
- 4 giugno - Hugo Sousa, calciatore portoghese
- 4 giugno - Kristóf Szakács, giocatore di football americano ungherese
- 4 giugno - Martina Valcepina, pattinatrice di short track italiana
- 4 giugno - Michaela Wenig, ex sciatrice alpina tedesca
- 5 giugno - Joazhiño Arroe, calciatore peruviano
- 5 giugno - Maksim Batov, calciatore russo
- 5 giugno - Erica Beck, attrice e doppiatrice statunitense
- 5 giugno - Rowllin Borges, calciatore indiano
- 5 giugno - Ludovic e Zoran Boukherma, regista e sceneggiatore francese
- 5 giugno - Nathan Byrne, calciatore inglese
- 5 giugno - Helin Bölek, cantante e attivista turca († 2020)
- 5 giugno - Mirko Cannella, attore teatrale e doppiatore italiano
- 5 giugno - Brenda Castillo, pallavolista dominicana
- 5 giugno - Giorgia Cisotto, calciatrice italiana
- 5 giugno - Michael Gbinije, cestista statunitense
- 5 giugno - Andrew Hughes, calciatore gallese
- 5 giugno - Anne Kjersti Kalvå, fondista norvegese
- 5 giugno - Alexander López, calciatore honduregno
- 5 giugno - Keith Mumphery, giocatore di football americano statunitense
- 5 giugno - Baldomero Perlaza, calciatore colombiano
- 5 giugno - Kona Reeves, wrestler statunitense
- 5 giugno - Markus Schiffner, saltatore con gli sci austriaco
- 5 giugno - Emily Seebohm, nuotatrice australiana
- 5 giugno - Evelina Settlin, fondista svedese
- 5 giugno - Sandy Sidhu, attrice canadese
- 5 giugno - Bradley Wilson, sciatore freestyle statunitense
- 5 giugno - Yago Pikachu, calciatore brasiliano
- 6 giugno - Bawırjan Baýtana, calciatore kazako
- 6 giugno - Davide Cazzaniga, sciatore freestyle e ex sciatore alpino italiano
- 6 giugno - Giuseppe Della Corte, pallavolista italiano
- 6 giugno - Freeze Corleone, rapper francese
- 6 giugno - Leandro Nicolás Díaz, calciatore argentino
- 6 giugno - Marco Festa, calciatore italiano
- 6 giugno - Ty Greene, ex cestista statunitense
- 6 giugno - Alexis Guérin, ciclista su strada francese
- 6 giugno - DeAndre Hopkins, giocatore di football americano statunitense
- 6 giugno - Mustafa Kaya, lottatore turco
- 6 giugno - Hyuna, cantautrice e rapper sudcoreana
- 6 giugno - Yoshiaki Komai, calciatore giapponese
- 6 giugno - Sidy Koné, ex calciatore maliano
- 6 giugno - Irina Lepșa, sollevatrice romena
- 6 giugno - Saša Luss, supermodella e attrice russa
- 6 giugno - Mitch McGary, ex cestista statunitense
- 6 giugno - Mallan Roberts, calciatore sierraleonese
- 6 giugno - William Scull, pugile cubano
- 6 giugno - Birama Touré, calciatore maliano
- 6 giugno - Xiong Ziqi, attore e cantante cinese
- 6 giugno - Igor Fernandes da Silva Araújo, calciatore brasiliano
- 7 giugno - Henriette Akaba, calciatrice camerunese
- 7 giugno - Alípio, ex calciatore brasiliano
- 7 giugno - Franka Batelić, cantante croata
- 7 giugno - Jordan Clarkson, cestista statunitense
- 7 giugno - Annes Elwy, attrice gallese
- 7 giugno - Mathias Gehrt, calciatore danese
- 7 giugno - Abdul Khalili, ex calciatore svedese
- 7 giugno - Sara Lee, wrestler e personaggio televisivo statunitense († 2022)
- 7 giugno - Vitalij Jermakov, calciatore ucraino
- 7 giugno - Roy Pouw, pilota motociclistico olandese
- 7 giugno - Dieguinho, calciatore brasiliano
- 8 giugno - Nemanja Bešović, cestista serbo
- 8 giugno - Samantha Hill, ex pallanuotista statunitense
- 8 giugno - Georgij Nurov, ex calciatore russo
- 8 giugno - Daphné Patakia, attrice belga
- 8 giugno - Aldemir da Silva Junior, velocista brasiliano
- 8 giugno - Sebá, calciatore brasiliano
- 8 giugno - Mike te Wierik, calciatore olandese
- 9 giugno - Yannick Agnel, ex nuotatore francese
- 9 giugno - Dennis Appiah, calciatore francese
- 9 giugno - Jasmine Blocker, velocista statunitense
- 9 giugno - Federico Demetz, ex hockeista su ghiaccio italiano
- 9 giugno - Marco Di Costanzo, canottiere italiano
- 9 giugno - Henk Dijkhuizen, calciatore olandese
- 9 giugno - Gaëlle Enganamouit, calciatrice camerunese
- 9 giugno - Kate Hansen, slittinista statunitense
- 9 giugno - Mamed Ibragimov, lottatore kazako
- 9 giugno - Tommaso Ingrosso, cestista italiano
- 9 giugno - Sangoné Kandji, triplista e lunghista senegalese
- 9 giugno - Lucien Laviscount, attore britannico
- 9 giugno - Marvin Linke, attore tedesco
- 9 giugno - Pietro Lombardi, cantante e personaggio televisivo tedesco
- 9 giugno - Moon Seon-min, calciatore sudcoreano
- 9 giugno - Takeshi Ojitani, judoka giapponese
- 9 giugno - Gino Peruzzi, calciatore argentino
- 9 giugno - Raed Ibrahim Saleh, calciatore omanita
- 9 giugno - Fabio Santana, cestista spagnolo
- 9 giugno - Raheim Sargeant, calciatore inglese
- 9 giugno - Tatsuya Tanaka, calciatore giapponese
- 9 giugno - Josmar Zambrano, calciatore venezuelano
- 10 giugno - Saulius Ambrulevicius, danzatore su ghiaccio lituano
- 10 giugno - Chiara Ciardiello, cestista italiana
- 10 giugno - Crystian Souza Carvalho, calciatore brasiliano
- 10 giugno - Nita Englund, ex saltatrice con gli sci statunitense
- 10 giugno - Chase Fieler, cestista statunitense
- 10 giugno - Rosanna Giel, pallavolista cubana
- 10 giugno - Ivan Goranov, calciatore bulgaro
- 10 giugno - Anthony Hitchens, giocatore di football americano statunitense
- 10 giugno - Omar Jagne, ex calciatore gambiano
- 10 giugno - Luís Martins, calciatore portoghese
- 10 giugno - Jerry Obiang, calciatore gabonese
- 10 giugno - María Segura, pallavolista spagnola
- 10 giugno - Jiří Sekáč, hockeista su ghiaccio ceco
- 10 giugno - Kate Upton, modella e attrice statunitense
- 10 giugno - Ryōta Yamagata, velocista giapponese
- 11 giugno - Julian Alaphilippe, ciclista su strada e ciclocrossista francese
- 11 giugno - Mohamed Bachar, calciatore nigerino
- 11 giugno - Claudia Bobocea, mezzofondista rumena
- 11 giugno - Patrick Franziska, tennistavolista tedesco
- 11 giugno - Santiago Emiliano González, ex calciatore uruguaiano
- 11 giugno - Simona Hösl, ex sciatrice alpina tedesca
- 11 giugno - Marek Klassen, cestista canadese
- 11 giugno - Lévy Madinda, calciatore gabonese
- 11 giugno - Craig Mager, giocatore di football americano statunitense
- 11 giugno - Kiryl Pramudraŭ, calciatore bielorusso
- 11 giugno - Ezequiel Rescaldani, ex calciatore argentino
- 11 giugno - Anna Sawai, attrice e cantante giapponese
- 11 giugno - Eugene Simon, attore e modello britannico
- 11 giugno - Felipe Wu, tiratore a segno brasiliano
- 11 giugno - Timofei Xenidis, lottatore greco
- 11 giugno - Davide Zappacosta, calciatore italiano
- 12 giugno - Jean-Jacques Bougouhi, ex calciatore ivoriano
- 12 giugno - Nikita Bočarov, calciatore russo
- 12 giugno - Georgina Campbell, attrice britannica
- 12 giugno - Valeriu Ciupercă, calciatore moldavo
- 12 giugno - Philippe Coutinho, calciatore brasiliano
- 12 giugno - Matic Črnic, calciatore sloveno
- 12 giugno - Yilton Díaz, calciatore colombiano
- 12 giugno - Vafessa Fofana, cestista francese
- 12 giugno - Alex Kirsch, ciclista su strada lussemburghese
- 12 giugno - Timofej Margasov, calciatore russo
- 12 giugno - Jonathan Osorio, calciatore canadese
- 12 giugno - Joey Christ, rapper islandese
- 13 giugno - Abeer Abdelrahman, sollevatrice egiziana
- 13 giugno - Alberto Benito, calciatore spagnolo
- 13 giugno - Violet Chachki, cantante e modello statunitense
- 13 giugno - Árni Frederiksberg, calciatore faroese
- 13 giugno - Fredrik Haugen, calciatore norvegese
- 13 giugno - Kim Jin-su, calciatore sudcoreano
- 13 giugno - Tom-Erik Kristiansen, calciatore norvegese
- 13 giugno - Troy Murphy, sciatore freestyle statunitense
- 13 giugno - Samir Nurković, calciatore serbo
- 13 giugno - Krysta Palmer, tuffatrice statunitense
- 13 giugno - Disha Patani, attrice indiana
- 13 giugno - Semi Radradra, ex rugbista a 13, rugbista a 15 e rugbista a 7 figiano
- 13 giugno - Fabrício Baiano, calciatore brasiliano
- 13 giugno - Xiang Yanmei, sollevatrice cinese
- 14 giugno - T.J. Bray, ex cestista statunitense
- 14 giugno - Princess Nokia, rapper e cantautrice statunitense
- 14 giugno - Ben Halloran, calciatore australiano
- 14 giugno - Marcin Krukowski, giavellottista polacco
- 14 giugno - John Stefan Medina, calciatore colombiano
- 14 giugno - Jana Nescjarava, tuffatrice bielorussa
- 14 giugno - Daryl Sabara, attore statunitense
- 14 giugno - Evan Sabara, attore statunitense
- 15 giugno - Kristie Ahn, ex tennista statunitense
- 15 giugno - Hannah Allison, pallavolista statunitense
- 15 giugno - Warner Hahn, calciatore olandese
- 15 giugno - Vito Hammershøj Mistrati, calciatore danese
- 15 giugno - Michał Kopczyński, calciatore polacco
- 15 giugno - Seo Myung-joon, sciatore freestyle sudcoreano
- 15 giugno - David van der Poel, ex ciclocrossista e ex ciclista su strada olandese
- 15 giugno - Mohamed Salah, calciatore egiziano
- 15 giugno - Dafne Schippers, ex velocista e ex multiplista olandese
- 15 giugno - Fabian Schmitt, lottatore tedesco
- 15 giugno - Viktor Schweitzer, hockeista su ghiaccio italiano
- 15 giugno - Helena Scutt, velista statunitense
- 15 giugno - Marielle Thompson, sciatrice freestyle canadese
- 15 giugno - Magnus Walch, ex sciatore alpino austriaco
- 15 giugno - Parker McCollum, cantante statunitense
- 15 giugno - Khorlan Zhakansha, lottatore kazako
- 15 giugno - Arthur Caíke do Nascimento Cruz, calciatore brasiliano
- 16 giugno - Austin Blythe, ex giocatore di football americano statunitense
- 16 giugno - Kouassi Brou, nuotatore ivoriano
- 16 giugno - Marco Ceron, cestista italiano
- 16 giugno - Angus Groom, canottiere britannico
- 16 giugno - Emilie Haavi, calciatrice norvegese
- 16 giugno - Damian Kądzior, calciatore polacco
- 16 giugno - Assem Marei, cestista egiziano
- 16 giugno - Vladimir Morozov, ex nuotatore russo
- 16 giugno - Anthony Myles, ex cestista statunitense
- 16 giugno - Roger Pogoy, cestista filippino
- 16 giugno - Virginia Riva, calciatrice italiana
- 16 giugno - Eddie Rivera, pallavolista portoricano
- 16 giugno - Jonas Simonsen, giocatore di calcio a 5 e calciatore norvegese
- 16 giugno - Masoud Sulaiman, calciatore emiratino
- 16 giugno - Mike Sullivan, ex hockeista su ghiaccio canadese
- 16 giugno - Matthias Zimmermann, calciatore tedesco
- 17 giugno - Ryan Allsop, calciatore inglese
- 17 giugno - Adam Burgess, canoista britannico
- 17 giugno - Fabián Castillo, calciatore colombiano
- 17 giugno - Şafak Edge, cestista turco
- 17 giugno - Tuğrul Erat, calciatore azero
- 17 giugno - Georgia Fowler, supermodella neozelandese
- 17 giugno - Mujinga Kambundji, velocista svizzera
- 17 giugno - Maxime Lestienne, calciatore belga
- 17 giugno - Roberto Lopes, calciatore irlandese
- 17 giugno - Silvia Lotti, pallavolista italiana
- 17 giugno - Patrícia Morais, calciatrice portoghese
- 17 giugno - André Negrão, pilota automobilistico brasiliano
- 17 giugno - David Puclin, calciatore croato
- 17 giugno - Alexandru Răuță, calciatore rumeno
- 17 giugno - Ante Sarić, calciatore croato
- 17 giugno - Sun Yiwen, schermitrice cinese
- 17 giugno - Josué Sá, calciatore portoghese
- 17 giugno - Afonso Taira, calciatore portoghese
- 17 giugno - Jabril Trawick, ex cestista statunitense
- 17 giugno - Fredrik Ulvestad, calciatore norvegese
- 17 giugno - Hugo Valente, ex pilota automobilistico francese
- 17 giugno - Hueglo dos Santos Neris, calciatore brasiliano
- 18 giugno - Rachid Alioui, calciatore francese
- 18 giugno - Matías Edelstein, giocatore di calcio a 5 argentino
- 18 giugno - Florin Ilie, calciatore rumeno
- 18 giugno - Artyom Khachaturov, ex calciatore moldavo
- 18 giugno - Emmanuel Mbella, ex calciatore francese
- 18 giugno - Maurice Ndour, cestista senegalese
- 18 giugno - Aleksandăr Nikolov, nuotatore bulgaro
- 18 giugno - Takuya Okamoto, calciatore giapponese
- 18 giugno - Karl Ouimette, ex calciatore canadese
- 18 giugno - Dani Ramírez, calciatore spagnolo
- 18 giugno - Wellington Rato, calciatore brasiliano
- 18 giugno - Ivan Rogač, calciatore serbo
- 18 giugno - Richard Solomon, cestista statunitense
- 18 giugno - Adama Soumaoro, calciatore francese
- 18 giugno - Sean Teale, attore inglese
- 18 giugno - Elías Vásquez, calciatore guatemalteco
- 18 giugno - Kyle Vinales, cestista statunitense
- 18 giugno - Aleksa Vukanović, calciatore serbo
- 19 giugno - Carlos Ascues, calciatore peruviano
- 19 giugno - Dmitrij Barkov, calciatore russo
- 19 giugno - Anthony Bouthier, rugbista a 15 francese
- 19 giugno - Fáider Burbano, ex calciatore colombiano
- 19 giugno - Marat Bystrov, calciatore russo
- 19 giugno - Santiago García Botta, rugbista a 15 argentino
- 19 giugno - Michail Gaščenkov, calciatore russo
- 19 giugno - Gorjan Markovski, cestista macedone
- 19 giugno - C.J. Mosley, giocatore di football americano statunitense
- 19 giugno - Dylan Playfair, attore canadese
- 19 giugno - Abdusalam Mohammed, calciatore emiratino
- 19 giugno - Sharif Omer, calciatore sudanese
- 19 giugno - Maximilien Van Haaster, schermidore canadese
- 19 giugno - Johannes Wurtz, calciatore tedesco
- 19 giugno - Faia Younan, cantante siriana
- 20 giugno - Robin Carpenter, ciclista su strada statunitense
- 20 giugno - Cheick Condé, cestista guineano
- 20 giugno - Mohammed Diarra, ex calciatore guineano
- 20 giugno - Kim Woo-jin, arciere sudcoreano
- 20 giugno - Richard Lugo, calciatore paraguaiano
- 20 giugno - Curtis Main, calciatore inglese
- 20 giugno - César Meli, calciatore argentino
- 20 giugno - Mats Moraing, tennista tedesco
- 20 giugno - José Guillermo Ortiz, calciatore costaricano
- 20 giugno - Sage the Gemini, rapper, produttore discografico e scrittore statunitense
- 20 giugno - Serhij Tretjak, militare ucraino
- 20 giugno - Lucas Zelarayán, calciatore argentino
- 21 giugno - Lucy Ayoub, conduttrice televisiva e poetessa israeliana
- 21 giugno - Rafinha, calciatore brasiliano
- 21 giugno - Edmunds Dukulis, ex cestista lettone
- 21 giugno - Welthon Fiel Sampaio, calciatore brasiliano
- 21 giugno - Taariq Fielies, calciatore sudafricano
- 21 giugno - Al'bert Gaun, taekwondoka russo
- 21 giugno - Spas Georgiev, calciatore bulgaro
- 21 giugno - José Ángel Jurado, calciatore spagnolo
- 21 giugno - Mitra Kaislaranta, cantante finlandese
- 21 giugno - Sacha Petshi, calciatore francese
- 21 giugno - Vjačeslav Podberëzkin, calciatore russo
- 21 giugno - Filip Rajevac, calciatore serbo
- 21 giugno - Max Schneider, cantante, ballerino e attore statunitense
- 21 giugno - Irene Schouten, ex pattinatrice di velocità su ghiaccio olandese
- 21 giugno - Amadou Soukouna, calciatore francese
- 21 giugno - Anja Sønstevold, ex calciatrice norvegese
- 21 giugno - Taleb Tawatha, ex calciatore israeliano
- 22 giugno - Eugene Amo-Dadzie, velocista britannico
- 22 giugno - Yves Baraye, calciatore senegalese
- 22 giugno - Hernando Bohórquez, ciclista su strada colombiano
- 22 giugno - Erika Kirpu, schermitrice estone
- 22 giugno - Olena Kravac'ka, schermitrice ucraina
- 22 giugno - Dženan Kurtić, cestista francese
- 22 giugno - Mehrdad Mardani, lottatore iraniano
- 22 giugno - Carlos Rodrigo Núñez, calciatore uruguaiano
- 22 giugno - Akuoma Omeoga, bobbista nigeriana
- 22 giugno - Sonny Stevens, calciatore olandese
- 22 giugno - Katlin Winters, ex pallavolista statunitense
- 23 giugno - Cameron Artis-Payne, giocatore di football americano statunitense
- 23 giugno - Gino Caviezel, sciatore alpino svizzero
- 23 giugno - Maisara Elnagar, judoka egiziano
- 23 giugno - MzVee, cantante ghanese
- 23 giugno - Jamie Hopcutt, calciatore inglese
- 23 giugno - Paul Keita, ex calciatore senegalese
- 23 giugno - David Mayo, ex giocatore di football americano statunitense
- 23 giugno - Nampalys Mendy, calciatore francese
- 23 giugno - Dairon Mosquera, calciatore colombiano
- 23 giugno - Njambajaryn Tögscogt, pugile mongolo
- 23 giugno - James Sample, ex giocatore di football americano statunitense
- 23 giugno - Bridget Sloan, ginnasta statunitense
- 23 giugno - Pablo Felipe Teixeira, calciatore brasiliano
- 24 giugno - David Alaba, calciatore austriaco
- 24 giugno - Rubén Bover, calciatore spagnolo
- 24 giugno - Mauricio Duarte, calciatore colombiano
- 24 giugno - Merika Enne, ex snowboarder finlandese
- 24 giugno - Raven Goodwin, attrice statunitense
- 24 giugno - Stuart Hogg, rugbista a 15 britannico
- 24 giugno - Isaac Kiese Thelin, calciatore svedese
- 24 giugno - Luca Lai, velocista italiano
- 24 giugno - João Reis, calciatore portoghese
- 24 giugno - Germán Sánchez, tuffatore messicano
- 24 giugno - Jamari Traylor, cestista statunitense
- 24 giugno - 6lack, rapper e cantante statunitense
- 24 giugno - Márton Vámos, pallanuotista ungherese
- 24 giugno - Joseba Zaldúa, calciatore spagnolo
- 25 giugno - Keanu Apperley, rugbista a 15 italiano
- 25 giugno - Fitim Azemi, calciatore norvegese
- 25 giugno - Tre Boston, giocatore di football americano statunitense
- 25 giugno - Koen Casteels, calciatore belga
- 25 giugno - Taliqua Clancy, giocatrice di beach volley australiana
- 25 giugno - Carlos Enrique Espinoza Espinoza, calciatore venezuelano
- 25 giugno - Jonathan Galván, calciatore argentino
- 25 giugno - Yeison Gordillo, calciatore colombiano
- 25 giugno - Leonora Armellini, pianista italiana
- 25 giugno - Eddie Lovett, ostacolista americo-verginiano
- 25 giugno - Kayla McBride, cestista statunitense
- 25 giugno - Sergio Modón, calciatore argentino
- 25 giugno - Fabián Núñez, calciatore e ex giocatore di calcio a 5 cileno
- 25 giugno - Artem Pustovyj, cestista ucraino
- 25 giugno - Romel Quiñónez, calciatore boliviano
- 25 giugno - Jean Patrick, calciatore brasiliano
- 25 giugno - Kelsey Robinson, pallavolista statunitense
- 25 giugno - Ivan Sabanov, tennista serbo
- 25 giugno - Matej Sabanov, tennista serbo
- 25 giugno - Sui Ran, ex cestista cinese
- 26 giugno - Jace Amaro, giocatore di football americano statunitense
- 26 giugno - Melanie Amaro, cantante statunitense
- 26 giugno - Joel Campbell, calciatore costaricano
- 26 giugno - Richard Catrileo, ex calciatore cileno
- 26 giugno - Zander Clark, calciatore scozzese
- 26 giugno - Jana Coryn, ex calciatrice belga
- 26 giugno - Gary Gardner, calciatore inglese
- 26 giugno - Rudy Gobert, cestista francese
- 26 giugno - Jordan Gregory, ex cestista statunitense
- 26 giugno - Tal Kachila, calciatore israeliano
- 26 giugno - Janzeeb Khan, hockeista in carrozzina tedesco
- 26 giugno - Jennette McCurdy, cantante, attrice e scrittrice statunitense
- 26 giugno - Akil Mitchell, cestista statunitense
- 26 giugno - Rizky Pellu, calciatore indonesiano
- 26 giugno - Lamin Samateh, calciatore gambiano
- 27 giugno - Ahn So-hee, cantante, attrice e modella sudcoreana
- 27 giugno - Will Artino, cestista statunitense
- 27 giugno - Steeve Beusnard, calciatore francese
- 27 giugno - Matías Cortave, calciatore argentino
- 27 giugno - Emma D'Arcy, attrice britannica
- 27 giugno - Michał Daszek, pallamanista polacco
- 27 giugno - Jordan Hicks, giocatore di football americano statunitense
- 27 giugno - Tsubasa Honda, attrice, modella e personaggio televisivo giapponese
- 27 giugno - In Kyo-don, taekwondoka sudcoreano
- 27 giugno - Alexander Larín, calciatore salvadoregno
- 27 giugno - Li Shuang, ex snowboarder cinese
- 27 giugno - Deja McClendon, ex pallavolista statunitense
- 27 giugno - Stiven Mendoza, calciatore colombiano
- 27 giugno - Marko Mitrović, ex calciatore svedese
- 27 giugno - Kirizestom Ntambi, ex calciatore ugandese
- 27 giugno - Kirill Pogrebnjak, ex calciatore russo
- 27 giugno - Gilli, rapper e attore danese
- 27 giugno - Petro Šoturma, giocatore di calcio a 5 ucraino
- 27 giugno - Maksim Tiškin, ex calciatore russo
- 27 giugno - Julien Watrin, velocista belga
- 27 giugno - Ferry Weertman, ex nuotatore olandese
- 27 giugno - Joe Young, cestista statunitense
- 27 giugno - Pontus Åsbrink, calciatore svedese
- 28 giugno - Niamh Algar, attrice irlandese
- 28 giugno - Julio César González Trinidad, calciatore paraguaiano
- 28 giugno - Paulo Helber, ex calciatore brasiliano
- 28 giugno - Oscar Hiljemark, allenatore di calcio e ex calciatore svedese
- 28 giugno - Gianluca Maria, ex calciatore olandese
- 28 giugno - Mateus Pasinato, calciatore brasiliano
- 28 giugno - Prince Rajcomar, calciatore olandese
- 28 giugno - Romário Leiria de Moura, ex calciatore brasiliano
- 28 giugno - Luigi San Nicolás, calciatore andorrano
- 28 giugno - Elaine Thompson-Herah, velocista giamaicana
- 28 giugno - Ernesto Torregrossa, calciatore italiano
- 29 giugno - Clément Chevrier, ex ciclista su strada francese
- 29 giugno - Alice De Val, calciatrice italiana
- 29 giugno - Diamond Dixon, velocista statunitense
- 29 giugno - Sjarhej Ihnatovič, calciatore bielorusso
- 29 giugno - Radoslav Kirilov, calciatore bulgaro
- 29 giugno - Rose Namajunas, artista marziale misto statunitense
- 29 giugno - Michalina Olszańska, attrice polacca
- 29 giugno - Gabriela Petrova, triplista bulgara
- 29 giugno - Christopher Pousa, ex calciatore andorrano
- 29 giugno - Adam Gary Sevani, ballerino e attore statunitense
- 29 giugno - Gonzalo Vega, calciatore uruguaiano
- 29 giugno - Souheila Yacoub, attrice svizzera
- 30 giugno - Abzal Azhgaliyev, pattinatore di short track kazako
- 30 giugno - Patrick Baehr, attore, doppiatore e conduttore radiofonico tedesco
- 30 giugno - Russell Bodine, giocatore di football americano statunitense
- 30 giugno - Mohamed Benyahia, calciatore francese
- 30 giugno - Antiesha Brown, ex cestista statunitense
- 30 giugno - Holliston Coleman, attrice statunitense
- 30 giugno - Thomas Doyle, ex calciatore neozelandese
- 30 giugno - Bernadett Dékány, pallavolista ungherese
- 30 giugno - Daði Freyr, cantante islandese
- 30 giugno - Yeimar Gómez, calciatore colombiano
- 30 giugno - Dustin Hogue, cestista statunitense
- 30 giugno - Hossein Hosseini, calciatore iraniano
- 30 giugno - Lasha Lomidze, rugbista a 15 georgiano
- 30 giugno - Oliver Anthony, cantautore statunitense
- 30 giugno - Mitch McCarron, cestista australiano
- 30 giugno - Le'Bryan Nash, cestista statunitense
- 30 giugno - Kana Ōno, ex pallavolista giapponese
- 30 giugno - Ester Postiglione, calciatrice italiana
- 30 giugno - Grace Prendergast, ex canottiera neozelandese
- 30 giugno - Carlos Rolón, calciatore paraguaiano
- 30 giugno - Luis Ruiz Sayago, calciatore spagnolo
- 30 giugno - Jovana Stevanović, pallavolista serba
- 30 giugno - Tom Yaacobov, triplista israeliano
- 30 giugno - Alessia Zecchini, apneista italiana
- 30 giugno - Maruša Černjul, altista slovena